# Schistocichla saturata
Schistocichla saturata là một loài chim trong họ Thamnophilidae.